# 沃森 (伊利諾伊州)
沃森（英語：Watson）是位於美國伊利諾伊州埃芬漢縣的一個村落。

## 地理
沃森的座標為39°01′28″N 88°34′06″W / 39.02444°N 88.56833°W，而該地最高點為海拔高度171米（即561英尺）。

## 人口
根據2010年美國人口普查的數據，沃森的面積為2.90平方千米，當中陸地面積為2.90平方千米，而水域面積為0.00平方千米。當地共有人口754人，而人口密度為每平方千米260人。